# لوزدر آباد شمالی ۲
لوزدر آباد شمالی ۲ یک اندیس فلزی است که در حوالی شهر شازند استان مرکزی قرار دارد و مادهٔ معدنی موجود در آن، مس است.سنگ میزبان این اندیس شیست، آهک دگرگون شده است و دیرینگی آن به دوران ژوراسیک می‌رسد. در این اندیس، پاراژنز‌های پیریت یافت می‌شوند.